# Милингтон (Мериленд)
Милингтон (енгл. Millington) град је у америчкој савезној држави Мериленд.

## Демографија
По попису из 2010. године број становника је 642, што је 226 (54,3%) становника више него 2000. године.
| Група             | 2000.       | 2010.       |
| Белци             | 355 (85,3%) | 440 (68,5%) |
| Афроамериканци    | 27 (6,5%)   | 89 (13,9%)  |
| Азијати           | 0 (0,0%)    | 19 (3,0%)   |
| Хиспаноамериканци | 32 (7,7%)   | 89 (13,9%)  |
| Укупно            | 416         | 642         |